# 岩下哲典
岩下 哲典（いわした てつのり、 1962年9月 -  ）は、日本の歴史学者。専門は幕末維新史（情報活動史）。東洋大学文学部史学科・大学院文学研究科史学専攻教授。

## 人物
1962年長野県塩尻市北小野生まれ。1981年長野県伊那北高等学校卒業。1985年青山学院大学文学部史学科卒業。1994年青山学院大学大学院文学研究科史学専攻博士後期課程単位修得満期退学。徳川黎明会総務部学芸員、日本学術振興会特別研究員、徳川林政史研究所研究員、青山学院大学非常勤講師、都留文科大学非常勤講師などを経て、2003年明海大学助教授、2005年教授。

2001年3月、青山学院大学にて、博士論文「幕末日本の情報活動 : 「開国」の情報史」により、博士 (歴史学)を取得。
ベリー来航予告情報や、「金海奇観」といった幕末期の情報のほか、徳川慶勝、黒田斉溥、松平斉民、松平忠固といった幕末期の諸大名や、清河八郎や坂本龍馬らの人物の見直しを行っている。
また「江戸無血開城」についても関心を持ち、再検討を行っており、その功労者は山岡鉄舟と高橋泥舟の「幕末の二舟」であると主張している。近年では、明治という時代の中に、江戸の残像や痕跡を探すという「江戸の残像」史観を提唱している。

## 著書

### 単著
- 『権力者と江戸のくすり　人参・葡萄酒・御側の御薬』（北樹出版、1998年）ISBN　4-89384-650-7
- 『江戸のナポレオン伝説　西洋英雄伝はどう読まれたか』（中公新書、1999年）　ISBN　4-12-101495-2
- 『徳川慶喜 その人と時代』（岩田書院、1999年）ISBN　4-87294-157-8
- 『幕末日本の情報活動　「開国」の情報史』（雄山閣出版、2000年　ISBN　4-639-01665-4、増訂版2008年　ISBN　978-4-639-02015-8、新版2018年　ISBN　978-4-639-02596-2　）
- 『江戸情報論』（北樹出版、2000年）ISBN　4-89384-754-6
- 『江戸の海外情報ネットワーク』（吉川弘文館・歴史文化ライブラリー、2006年）ISBN　9784642056076
- 『予告されていたペリー来航と幕末情報戦争』（洋泉社新書、2006年）ISBN　4-86248-028-4
- 『江戸将軍が見た地球』（メディアファクトリー新書、2011年）ISBN　978-4-8401-4218-2
- 『日本のインテリジェンス　江戸から近・現代へ』（右文書院、2011年）ISBN　978-4-8421-0744-8
- 『江戸無血開城　本当の功労者は誰か？』（吉川弘文館・歴史文化ライブラリー、2018年）ISBN　978-4-642-05870-4
- 『山岡鉄舟・高橋泥舟』（ミネルヴァ書房・日本評伝選、2023年）ISBN　978-4-623-09578-0
- 『黒船来航絵巻《金海奇観》と幕末日本』（中央公論美術出版・芸術選書、2024年）ISBN　978-4-8055-1505-1

### 共著
- （真栄平房昭）『近世日本の海外情報』岩田書院、1997年　ISBN　4-900697-76-1
- （山本博文・大石学・磯田道史）『外国人が見た近世日本　日本人再発見』角川学芸出版、2009年　ISBN　978-4-04-621642-7
- （塚越俊志）『レンズが撮らえた 幕末の日本』山川出版社、2011年　ISBN　978-4-634-15015-7

### 編著
- 小美濃清明共編『龍馬の世界認識』藤原書店、2010年 ISBN　978-4-89434-730-4
- 『江戸時代　来日外国人 人名辞典』東京堂出版、2011年　ISBN　978-4-490-10801-9
- 『レンズが撮らえた 幕末明治日本紀行』山川出版社、2011年（小沢健志監修）ISBN　978-4-634-15017-1
- 『高橋泥舟：高邁なる幕臣』教育評論社、2012年　ISBN　978-4-905706-74-8
- 藤田賀久共編『神奈川から考える世界史』えにし書房、2021年　ISBN　978-4-86722-105-1
- 『「文明開化」と江戸の残像 : 一六一五～一九〇七』「明治維新を担った人たち 3」ミネルヴァ書房、2022年　ISBN　978-4-623-09303-8
- 『江戸無血開城の史料学』吉川弘文館、2022年。ISBN　9784642039192
- 藤村泰夫共編『明治日本の産業革命遺産：日本と世界をつなぐ世界遺産』勉誠出版、2022年　ISBN　978-4-585-32023-4
- 『幕末の老中 松平忠固：政治・生糸貿易・上田藩』吉川弘文館、2025　ISBN 9784642043748